# Црвени појас
Црвени појас је одликовање које се даје у Православној цркви. Ово прво црквено одликовање у презвитерском чину даје се младим свештеницима који се истичу ревносним радом у вршењу свештеничке службе.
Степени одликовања у презвитерском чину, свештеник после рукоположења има право да носи плави појас. Овим одликовањем, плави појас замењује црвеним и носи га у свечаним приликама. Правом ношења црвеног појаса може бити одликовано лице са најмање пет година свештеничке службе. Плави и црвени појас се не носе у току Часног поста и у данима жалости. Тада се носи црни појас. Ово одликовање се даје и ђаконима који се одликују истим оним особинама које су поменуте код овог одликовања у презвитерском чину.